# Cécile Pozzo di Borgo
Pour les autres membres de la famille, voir Famille Pozzo di Borgo.
Cécile Pozzo di Borgo, (née le 4 janvier 1952 dans le 16e arrondissement de Paris), est une diplomate et haute fonctionnaire française.

## Biographie
Cécile Marie Thérèse Mouton-Brady est née le 4 janvier 1952 dans le 16e arrondissement de Paris,, originaire du Pays basque, fille du diplomate Jean Mouton-Brady, Cécile Pozzo di Borgo passe son enfance dans différents pays européens. Elle est ancienne élève de l'École nationale des Chartes et archiviste paléographe (promotion 1975).
Elle est d'abord conservatrice d'archives diplomatiques au ministère des Affaires étrangères (1975-1987).
En 1987, elle devient conseillère technique auprès de Bernard Bosson, ministre délégué aux Affaires européennes puis, en 1992, conseillère à l'ambassade de France en Belgique, et en 1998, chef du service des Affaires internationales à la direction des matières premières du secrétariat d'État à l'Industrie.
De 2000 à 2002, elle est sous-directrice de la Communication, puis directrice adjointe de la Communication et de l'Information et porte-parole adjointe du ministère des Affaires étrangères,,.
Elle est ensuite ambassadrice de France en République dominicaine (2005-2008) puis au Pérou (2008-2011).
En novembre 2011, elle est nommée préfète de l'Aveyron, avec un agenda comprenant l'intercommunalité dans le département, les jonctions routières et l'approvisionnement en eau des productions agricoles. Elle occupe cette fonction jusqu'en 2014.
Le 18 septembre 2014, elle est nommée administratrice supérieure des Terres australes et antarctiques françaises (TAAF), ayant rang de préfet, par décret présidentiel. Le 20 février 2018, elle a fait valoir ses droits à la retraite. Son mandat restera marqué par l'arrivée de L'Astrolabe. En mai 2018, elle se retire officiellement de ses fonctions d'administratrice supérieure des TAAF.
Pour Pierre Jullien, du Monde, elle a mené « une carrière « atypique » en n'étant ni « issue du corps préfectoral » ni « sortie de l'ENA ».

### Vie personnelle
Mariée à Alain Pozzo di Borgo, elle a trois enfants. Elle est la belle-sœur de Philippe Pozzo di Borgo.

## Récompenses et distinctions

### Décorations
- Officier de l'ordre national du Mérite Elle est faite chevalier le 14 mai 2001[20], et est promu officier le 14 novembre 2011[21].
- Officier de la Légion d'honneur Elle est faite chevalier le 11 juillet 2008[22], et est promue officier le 30 décembre 2016[23].
- Officier de l'ordre des Arts et des Lettres Elle est faite officier le 13 septembre 2016[24].
- Commandeur de l'ordre de la Couronne (Belgique)
- Grand-croix l'ordre du Soleil (Pérou)
- Grand-croix à l'étoile d'argent de l'ordre du mérite de Duarte, Sánchez et Mella (République dominicaine)